# Georg Juhlin-Dannfelt
Georg Frans Herman Julius Juhlin-Dannfelt, född den 19 januari 1850 i Lovö socken, Stockholms län, död den 13 juni 1933 i Stockholm, var en svensk militär. Han var son till Carl Juhlin-Dannfelt samt far till Carl och Curt  Juhlin-Dannfelt. 
Juhlin-Dannfelt blev underlöjtnant vid fortifikationen 1871, löjtnant 1876 och kapten 1885. Han blev major i armén 1899, vid fortifikationen 1902 och överstelöjtnant vid fortifikationen 1904.  Juhlin-Dannfelt var chef för Svea ingenjörkår 1904–1910 och som sådan tillförordnad chef för Fälttelegrafkåren till 1907. Han var chef för fortifikationsstabens huvudstation och för arméförvaltningens fortifikationsavdelning 1910–1913. Juhlin-Dannfelt blev överste 1906 och övergick som sådan till reserven 1913. Han invaldes som ledamot av Krigsvetenskapsakademien 1899. Juhlin-Dannfelt blev riddare av Svärdsorden 1892 och kommendör av andra klassen av Svärdsorden 1909. Han vilar på Lovö kyrkogård.